# Blomsterandagt
Blomsterandagt (engelsk: Flower Communion) er et ritual
der bruges af den religiøse bevægelse Unitarisk Universalisme. Ritualet varierer fra menighed til menighed.  
Ritualet holdes normalt før sommeren hvor nogle menigheder ikke holder gudstjenester.

## Historie
Blomsterandagten blev grundlagt af Norbert Capek der også grundlagde den unitariske kirke i Tjekkiet. Han ønskede at forene forskellige menigheder fra protestantiske, katolske og jødiske kirkesamfund uden at fremmedgøre folk der havde forladt disse religioner. Derfor blev andagten uden nadver, men i stedet en tjeneste der henter symbolikken fra naturens skønhed. Den første blomsterandagt blev holdt i Prag den 4. juni 1923. Capeks betegnelse bør egentlig oversættes "Blomsterfest", og det er denne betegnelse der anvendes af tjekkiske unitarer.